# Julio de Lasarte Pessino
Julio de Lasarte Pessino (Trubia, 18 d'agost de 1862 - Barcelona, 8 d'agost de 1932). Capità de Cavalleria de l'Exèrcit espanyol. Es va casar el 1881 amb Mercedes Ronzart Moré i van tenir dos fills: Emili i Maria Teresa. Fou cosí del pintor Erasme de Lasarte i de Janer i de l'escriptor Josep Maria de Lasarte i de Janer, i net de l'industrial Erasme de Janer i de Gònima.

## Biografia
El "Fitxer Lasarte" va ser creat oficiosament la primavera de 1919 pels empresaris somatents de Barcelona i el seu radi, en una casa del carrer Diputació, sota la direcció de diversos afiliats i dos inspectors de policia (probablement els agents Molina i Manuel Bravo Portillo), que cobraven 500 pessetes mensuals d'aquests patrons a través de la Comandància General de Somatents. Incloia tota mena de confidències i informacions que permetessin la repressió i l'eliminació de tota mena d'"elements subversius".
Quan el desembre de 1922 fou nomenat cap de policia de Barcelona Hernández Malillos, aquest nomenà com a ajudants a Fernández Valdés i Julio de Lasarte.
Com a capità de la Guàrdia Civil, va reunir el que havia quedat de la banda de Koënning per formar el seu grup de confidents. Estava vinculat a altres policies com Padilla i Alix, implicats en assassinats quan Martínez Anido era governador civil de Barcelona.